# نیکول مارث لو دوارین
نیکول مارث لو دوارین (انگلیسی: Nicole Marthe Le Douarin; ۲۰ اوت ۱۹۳۰) زیست‌شناس تکوینی فرانسوی است که به خاطر مطالعات پیشگامانه‌اش روی کایمراهای جانوری شناخته می‌شود. تحقیقات او بینش‌های اساسی دربارهٔ سیستم‌های عصبی و ایمنی جانوران عالی ارائه داده است. وی همچنین برندهٔ جوایزی همچون جایزه لوئیزا گراس هوروویتس، لژیون دونور (صلیب بزرگ)، و جایزه پرل مایستر گرینگارد شده است.

## زندگی و تحصیلات
لو دوارن در لوریان فرانسه به دنیا آمد و تنها فرزند خانواده و مادرش معلم مدرسه و پدرش تاجر بود. در سال ۱۹۴۴ و برای فرار از نیروهای آلمانی، به مدرسه شبانه‌روزی در نانت رفت. او که ابتدا به ادبیات علاقه داشت، تحت تأثیر یک معلم علوم در سال آخر دبیرستان، به علوم طبیعی گرایش پیدا کرد. پس از دریافت مدرک لیسانس علوم طبیعی از سوربن در ۱۹۵۴، مدتی به تدریس علوم در دبیرستان و تربیت دو دخترش پرداخت. در ۱۹۵۸ تحصیلات خود را در مؤسسه جنین‌شناسی CNRS زیر نظر اتین ولف، جنین‌شناس برجسته، از سر گرفت و در ۱۹۶۴ دکترای خود را دریافت کرد.

## دستاوردهای علمی
لو دوارن در دانشگاه نانت با تبعیض جنسیتی مواجه شد و علیرغم مخالفت اولیه رئیس دانشکده با حضور همزمان او و همسرش در هیئت علمی، با وساطت ولف توانست به کار خود ادامه دهد، هرچند بدون بودجه تحقیقاتی یا فضای آزمایشگاهی مناسب. او تکنیک نوآورانه‌ای برای تولید جنین‌های کایمریک از ترکیب سلول‌های بلدرچین و مرغ ابداع کرد. با مشاهده تفاوت در اندازه هستک‌های سلول‌های این دو پرنده، او از روش رنگ‌آمیزی فوگلن برای ردیابی سرنوشت سلول‌های بلدرچین در جنین‌های در حال رشد استفاده کرد. این روش انقلابی امکان مطالعه مسیرهای تمایز سلولی را در موجودات زنده فراهم آورد.
کشفیات مهم او شامل اثبات چندظرفیتی بودن سلول‌های پیش‌ساز در تاج عصبی، روشن‌سازی توسعه سیستم‌های خونی و ایمنی، پایه‌گذاری مطالعات الگوی قدامی-خلفی در دستگاه گوارش مهره‌داران و ارائه بینش‌های اساسی دربارهٔ مکانیسم‌های القای جنینی است.
لو دوارن با ترکیب سلول‌های جنینی بلدرچین و مرغ و ردیابی آنها در مراحل مختلف رشد، نشان داد که چگونه سلول‌های تاج عصبی می‌توانند به انواع مختلفی از سلول‌ها از جمله نورون‌ها، سلول‌های غضروفی و سلول‌های رنگدانه‌ای تمایز یابند. کارهای او مسیر را برای درک بهتر تکامل سیستم عصبی و ایمنی در جانوران عالی هموار کرد و تأثیر عمیقی بر زیست‌شناسی تکوینی گذاشت.
کارهای لو دوارن بر روی جنین‌های کایمریک به تدریج توجهات بین‌المللی را به خود جلب کرد. پس از انتصاب به عنوان مدیر مؤسسه جنین‌شناسی CNRS، او توانست بودجه‌های تحقیقاتی بین‌المللی دریافت کند. او تحقیقات خود را بر روی مکانیسم‌های تکوینی تاج عصبی در جنین پرندگان متمرکز کرد.
در سال ۱۹۸۰، لو دوارن در یک مقاله علمی فرایند پیوند سلول‌های چندظرفیتی عصبی بلدرچین به ناحیه اولیه عصبی جوجه را به تفصیل شرح داد. تکنیک رنگ‌آمیزی فوگلن او امکان ایجاد نقشه سرنوشت سلولی را فراهم کرد که مهاجرت سلول‌های تاج عصبی با منشأ بلدرچین را ردیابی می‌کرد. این تحقیقات مبنایی شد برای انتشار اولین کتاب او با عنوان «ستیغ عصبی» در سال ۱۹۸۲. در سال‌های بعد، لو دوارن به عضویت مرکز ملی پژوهش‌های علمی فرانسه درآمد و برای کارهایش بر روی کایمراهای پرندگان، جایزه کیوتو در فناوری پیشرفته را دریافت کرد. در طول اواخر دهه ۱۹۸۰ و اوایل دهه ۱۹۹۰، او به چندین جامعه علمی معتبر راه یافت و جوایز متعددی از جمله موارد جایزه لویی-ژانته در پزشکی، جایزه لوئیزا گروس هورویتز، جایزه پرل مایستر گرینگارد را کسب کرد.
این دستاوردها نشان‌دهنده تأثیر عمیق تحقیقات لو دوارن بر پیشرفت زیست‌شناسی تکوینی بود. روش‌های نوآورانه او در تولید و مطالعه کایمراهای پرندگان، درک دانشمندان را از مکانیسم‌های رشد جنینی و تمایز سلولی متحول کرد. کتاب «ستیغ عصبی» او به عنوان مرجعی اساسی در این زمینه شناخته می‌شود و جوایز متعدد او گواهی بر اهمیت کارهایش در جامعه علمی است.